# بلو دایموند (نوادا)
بلو دایموند، نوادا (به انگلیسی: Blue Diamond, Nevada) یک سکونتگاه مسکونی در ایالات متحده آمریکا است که در نوادا واقع شده‌است.

## خصوصیات
بلو دایموند ۱۸٫۷ کیلومترمربع مساحت و ۲۹۰ نفر جمعیت دارد و ۱٬۰۳۱ متر بالاتر از سطح دریا واقع شده‌است.